# Phlaeoba rotundata
Phlaeoba rotundata är en insektsart som beskrevs av Boris Petrovich Uvarov 1929. Phlaeoba rotundata ingår i släktet Phlaeoba och familjen gräshoppor. Inga underarter finns listade i Catalogue of Life.